# Lista över vulkaner i Frankrike

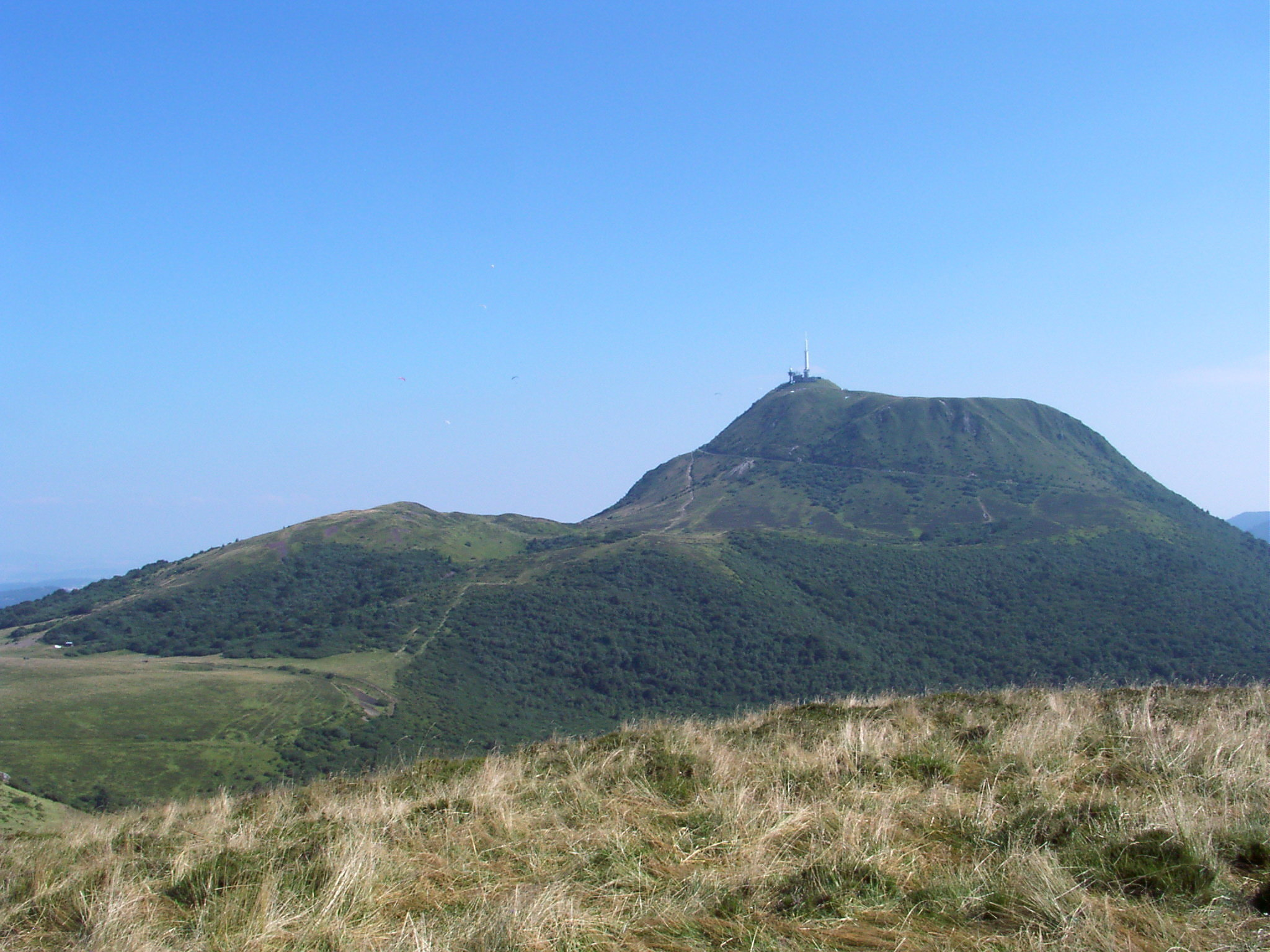
Vy över Puy de Dôme, Chaîne des Puys.

Detta är en lista över vulkaner i Frankrike.
| Namn                    | Höjd (m ö.h.) | Koordinater                                 | Senaste utbrott |
| ----------------------- | ------------- | ------------------------------------------- | --------------- |
| Chaîne des Puys         | 1464          | 45°30′N 2°48′Ö / 45.500°N 2.800°Ö           | 4040 f.Kr       |
| Cantal stratovulcan     | 1855          | 45°03′31″N 2°45′41″Ö / 45.05861°N 2.76139°Ö | 2 milj. år      |
| Puy de Sancy/Monts Dore | 1886          | 45°31′42″N 2°48′51″Ö / 45.52833°N 2.81417°Ö | 200000 år       |
| Puy de Dôme             | 1465          | 45°46′19″N 2°57′45″Ö / 45.77194°N 2.96250°Ö | ca 8500 f.Kr    |
| Lac du Bouchet          | 1205          | 44°54′33″N 3°47′25″Ö / 44.90917°N 3.79028°Ö | 800000 år       |
| Mont Gerbíer de Jonc    | 1551          | 44°50′40″N 4°13′12″Ö / 44.84444°N 4.22000°Ö | 8 milj. år      |
| Mont Mézenc             | 1753          | 44°54′40″N 4°11′27″Ö / 44.91111°N 4.19083°Ö | okänt           |